# جهان دوم (فیلم)
جهان دوم (به تامیلی: Irandaam Ulagam) فیلمی محصول سال ۲۰۱۳ و به کارگردانی سلوا راغوان است. در این فیلم بازیگرانی همچون آریا و آنوشکا شتی ایفای نقش کرده‌اند.